# Pierre Mortier
Pour les articles homonymes, voir Mortier.

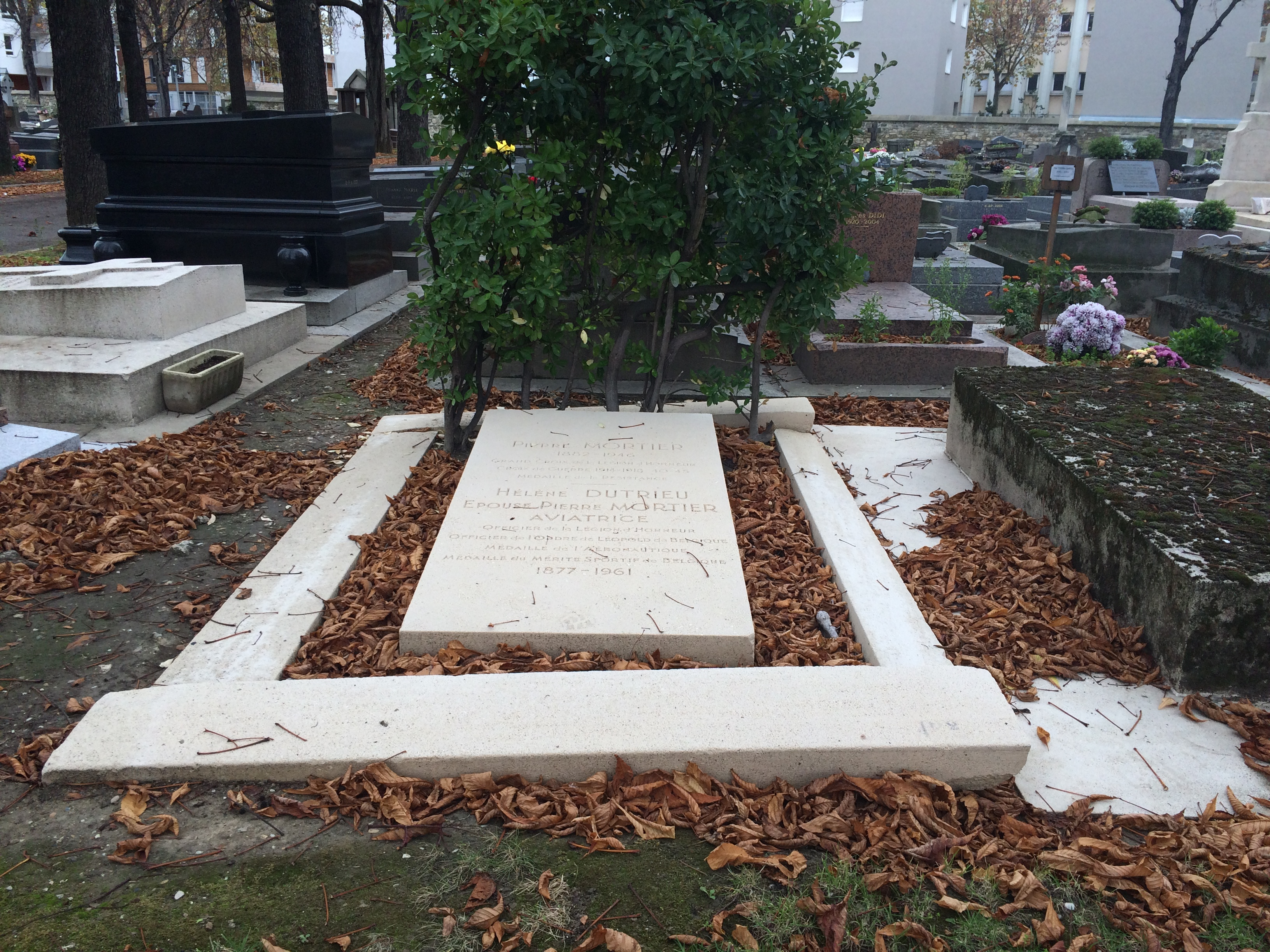
Sépulture de Pierre Mortier et d'Hélène Dutrieu, son épouse, au cimetière des Batignolles (div. 2) à Paris XVII

Pierre Maurice Mortier né Mortjé le 9 janvier 1882 rue Victor-Massé, dans le 9e arrondissement de Paris, ville où il est mort en son domicile le 29 août 1946 dans le 16e arrondissement, est un homme politique, journaliste, romancier et dramaturge français.
Par son père, il est le neveu du dramaturge et librettiste Arnold Mortier et, par sa mère, le neveu de l'acteur et auteur dramatique Armand Numès. Il est également le cousin de l'écrivain et journaliste Alfred Mortier.

## Biographie
Interne au collège de Coulommiers, il y a eu comme professeurs le poète Sylvain Pitt et Henri Vaugeois.
Pierre Mortier est directeur du quotidien Gil Blas de 1911 à 1917. Lié aux Desfossés, financiers et patrons de presse, il devient directeur de l'hebdomadaire Le Monde illustré durant les années 1930.
En 1922, il épouse Hélène Dutrieu, pionnière de l'aviation.
Il est maire de Coulommiers de 1925 à 1941, conseiller général et député de Seine-et-Marne de 1932 à 1936, inscrit au groupe radical-socialiste. Il a été président de la Société des gens de lettres jusqu'en 1936. 
Révoqué de son poste de maire par le gouvernement de Vichy, il quitte la France pour les États-Unis où il remplit des missions pour la France libre.[réf. nécessaire]

## Publications
- Alfred Capus aux champs, 1907
- C'est l'amour..., Fasquelle, 1919
- Le Cœur sur la main, Flammarion,, 1921
- Le Verbe aimer, comédie en 3 actes, Théâtre des Mathurins, 11 novembre 1921 ; Fayard, 1923
- L'Inconstant, R. Davis, 1927
- Le Chasseur, comédie, Théâtre Michel, 23 mars 1927 ; Les Œuvres libres, 1932
- Benjamin Constant. L'Homme et l'Œuvre, Fasquelle, 1930
- Le Général Boulanger, pièce en deux parties et dix tableaux en vers et en prose, écrite avec Maurice Rostand, L'Illustration, 1931 dont la narratrice n'est autre que La Mère Quinton ( Marie Quinton 1854-1933) qui fut dans sa jeunesse la légendaire Belle Meunière ( Marie Quinton 1854-1933)
- Cinq Cents Ans de littérature française, Hachette, 1935

## Sources
- « Pierre Mortier », dans le Dictionnaire des parlementaires français (1889-1940), sous la direction de Jean Jolly, PUF, 1960 [détail de l’édition]
- Qui êtes-vous? : Annuaire des contemporains; notices biographiques, Volume 3, C. Delagrave, 1924 (lire en ligne)